# Гора Павича
Гора Павича, або Pavonis Mons — це великий щитовий вулкан у регіоні Тарсис на планеті Марс. Це — середня із трьох вулканічних гір (відомих під спільною назвою гори Тарсиса), що перетинають марсіанський екватор між 125° та 101° зх. д.. Цей вулкан був вперше виявлений космічним апаратом Mariner 9 у 1971 році, і початково його називали просто «Середня Пляма» (Middle Spot). 1973 року йому було надано офіційну назву Pavonis Mons. Pavonis Mons латинською означає «гора Павича».

## Загальний опис

Карта квадрангла Tharsis. Гора Павича лежить на південному краю (внизу).

Гора Павича лежить на південній окраїні квадрангла Тарсис, приблизно за 400 км на південний захід від гори Аскрійської (найпівнічнішої з трьох вулканів Tharsis Montes) та за 400 км на північний схід від гори Арсія (найпівденнійша із трьох). Гори Тарсиса (Tharsis Montes) лежать на краю величезного вулканічного нагір'я (опуклості Тарсис), яке підвищується й простягається далі в північному напрямку. Цей край тягнеться більш ніж на 3000 км вздовж західного екваторіального регіону Марса. Гора Олімп, найвищий вулкан у Сонячній системі, лежить на північно-західному краю опуклості Тарсис, приблизно за 1200 км на північний захід від гори Павича.
Гора Павича — це найменший із трьох вулканів Tharsis Montes. Його протяжність становить близько 375 км, а висота — 14 км над середнім рівнем поверхні Марса. Як щитовий вулкан гора Павича має надзвичайно низький профіль із середнім нахилом схилів лише 4°. На його вершині є глибока, округла кальдера, діаметром 47 км та глибиною майже 5 км. Більша, але не така глибока депресія перебуває тут же — на північному сході від меншої кальдери. Діаметр великої депресії становить близько 90 км, а сама вона є структурно складнішою, аніж менша кальдера.
Як і більша частина регіону Тарсис, гора Павича має високе значення альбедо (відбиття) та низьку теплоємність, що свідчить про те, що вулкан та навколишні території вкриті великою кількістю пилу (див. Марсіанська поверхня). Пилюка утворює своєрідну мантію на поверхні, чим приховує або «глушить» значну частину дрібніших деталей рельєфу та геологічних особливостей регіону. Така велика кількість пилу в регіоні Тарсис спричинена, ймовірно, його перебуванням на значній висоті. Атмосферний тиск на вершині гори Павича сягає близько 130 Па, що відповідає приблизно 21% від середнього тиску на поверхні планети. Густина атмосфери є надто низькою, аби розворушити та усунути пил з поверхні.

## Геологія

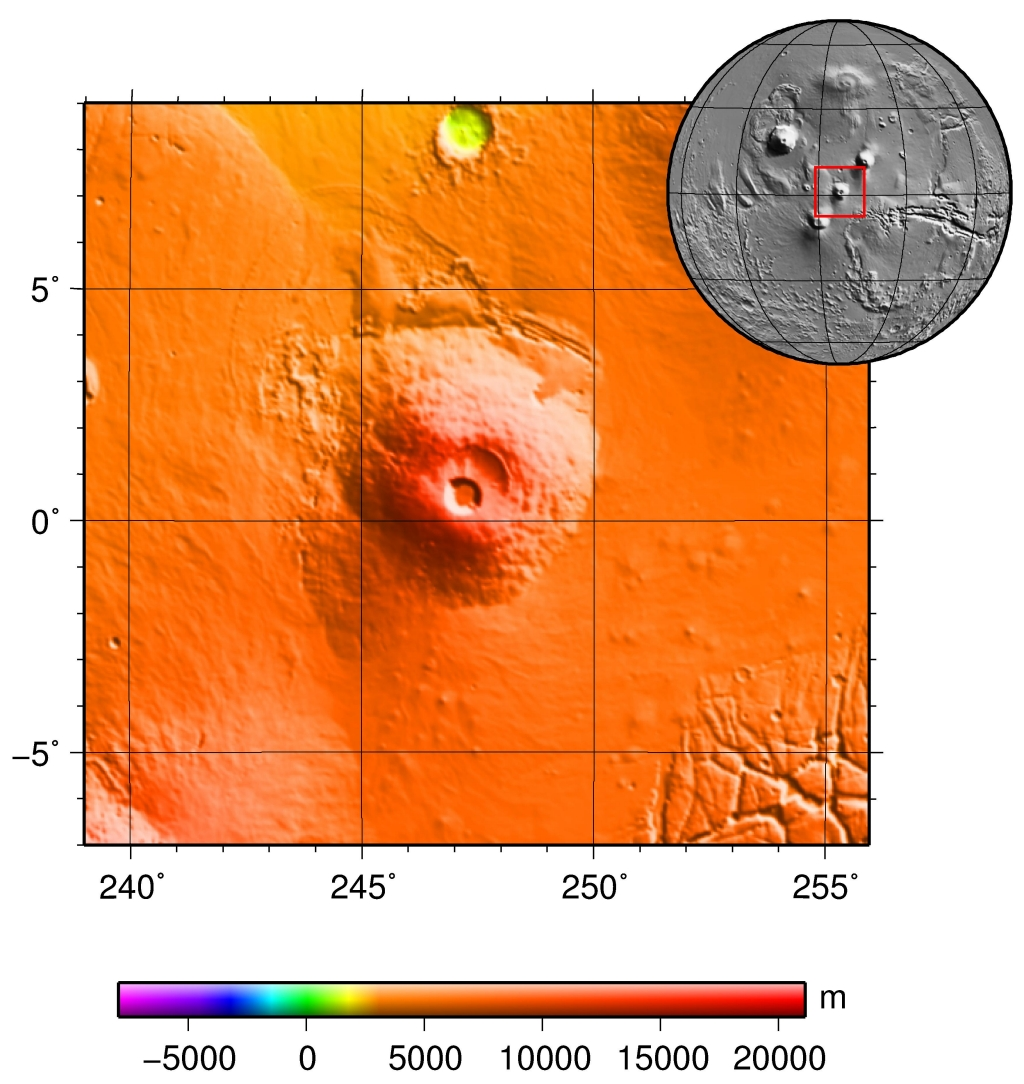
Кольорова топографія гори Павича на основі даних MOLA.

Основна частина поверхні вулкана складається з лавових потоків, що за віком сягають Амазонського періоду. Північні схили вулкана сильно посічені грабенами та нормальними розломами, що пролягають концентрично до кальдери на вершині вулкана. На нижньому східному його схилі є ланцюжок овальних западин, вирівняних вздовж неглибокого жолоба. Ці деталі утворилися  в результаті розломоутворення та пов'язаного з ним западання поверхні; ескарпи на кожному боці жолоба є лініями розлому.
Світлини апарата Mars Reconnaissance Orbiter показують наявність незвичайного отвору в горі Павича. На думку вчених NASA, цей отвір — продукт давньої вулканічної активності під поверхнею Марса.

### Льодовики
Використовуючи дані космічних апаратів MGS та Odyssey, у поєднанні з напрацюваннями у галузі досліджень льодовиків, вчені припускають, що гірські льодовики в минулому існували на горі Павича, а може, певною мірою, існують і досі. Ознаками, які дозволяють робити такі припущення, є концентричні кряжі (морени, залишені льодовиками), вузлуваті поверхні (утворені внаслідок сублімації льоду), та гладкі місцевості, що дещо вивищуються над рештою поверхні, утворюючи своєрідні острівці (льодовиковий лід, вкритий шаром поверхневого матеріалу). Відкладення цього льоду могли відбутися тоді, коли зміна нахилу орбіти Марса спричинила зміну клімату, тим самим збільшивши об'єм вологи в атмосфері. Дослідження свідчать про те, що утворення льодовиків (гляціація) могло трапитись наприкінці Амазонського періоду — періоду марсіанської історії, який є найближчим до нашого часу. Ймовірно, гляціація відбувалася у багато етапів. Лід, присутній тут сьогодні, є одним із тих ресурсів, які можуть стати в пригоді при ймовірній колонізації планети в майбутньому.

### Ймовірні ознаки тектоніки плит
Гора павича — це середній із трьох вулканів (відомих під спільною назвою «гори Тарсиса») нагір'я Тарсис поблизу екватора планети Марс. Двома іншими вулканами є гора Аскрійська та гора Арсія. Ці три гори Тарсиса, на ряду із деякими меншими вулканами далі на північ, утворюють порівняно пряму лінію. Тому дехто висловлює припущення, що розташування цих вулканів на такій прямій лінії може бути наслідком різновиду тектоніки плит, яка на Землі спричиняє утворення ланцюжків вулканів, відомих як «гарячі точки».

## Згадки в популярній культурі
- Гора Павича згадується в пісні «Approaching Pavonis Mons by Balloon (Utopia Planitia)» гурту The Flaming Lips, що вийшла в складі їхнього альбому під назвою Yoshimi Battles the Pink Robots.
- Гора Павича є місцем, де лежить місто Шеффілд у Марсіанській Трилогії Кіма Стенлі Робінсона. Шеффілд розташований при основі марсіанського космічного ліфта.

## Галерея
| |
| Ширококутний композитний знімок, виконаний камерою Mars Orbiter Camera (MOC) космічного апарата Mars Global Surveyor (MGS) |

| |
| Знімок, виконаний камерою Mars Global Surveyor MOC демонструє пиловий покрив поблизу вершини гори Павича. Пил справляє такий ефект, що зображення видається нечітким. |

|                                                                                      |
| Знімок каналів та западин на південному схилі гори Павича, виконаний камерою THEMIS. |

|                                                          |
| Шлаковий конус на південному схилі вулкана Pavonis Mons. |

|                                 |
| Кальдера на вершині гори Павича |

| |
| Знімок 35-метрового отвору лавового тунелю, оточеного ерозійною западиною на схилі гори Павича. Знімок HiRISE. |

|                                                                                                |
| Знімок 180-метрового отвору лавового тунелю на південно-східному схилі вулкана. Знімок HiRISE. |